# Discografia de Malice Mizer
A discografia de Malice Mizer consiste em 4 álbuns de estúdio, 1 EP, 2 álbuns de compilação, 14 singles, 13 videos, 1 álbum de trilha sonora e 3 demos.
Malice Mizer foi uma banda japonesa de visual kei fundada em 1992 pelos guitarristas Mana e Közi, lançando seu primeiro álbum Memoire em 1993. Fizeram sua estreia em uma grande gravadora em 1998 com Merveilles, lançado pela Nippon Columbia e que alcançou a segunda posição na Oricon Albums Chart. Retornando ao indie logo depois, após o lançamento de Bara no Seidou em 2000, o grupo entrou em um hiato indefinido no ano seguinte.

## Álbuns e EPs
| Título                      | Lançamento             | Posição de pico nas paradas | Posição de pico nas paradas | Certificações | Gravadora       |
| Título                      | Lançamento             | Oricon                      | Billboard Japan             | Certificações | Gravadora       |
| --------------------------- | ---------------------- | --------------------------- | --------------------------- | ------------- | --------------- |
| Memoire                     | 24 de julho de 1994    | —                           | —                           | —             | Midi:Nette      |
| Memoire DX                  | 24 de dezembro de 1994 | —                           | —                           | —             | Midi:Nette      |
| Voyage ~Sans Retour~        | 9 de junho de 1996     | —                           | —                           | —             | Midi:Nette      |
| Merveilles                  | 18 de março de 1998    | 2                           | 3                           | RIAJ: Ouro    | Nippon Columbia |
| Shinwa (神話)               | 1 de fevereiro de 2000 | 29                          | —                           | —             | Midi:Nette      |
| Bara no Seidou (薔薇の聖堂) | 23 de agosto de 2000   | 17                          | 16                          | —             | Midi:Nette      |

## Demos
| Título                     | Lançamento            | Gravadora  |
| -------------------------- | --------------------- | ---------- |
| Sans Logique               | 31 de outubro de 1992 | Nenhuma    |
| Sadness                    | 5 de abril de 1993    | Nenhuma    |
| Sadness/Speed of Desperate | 1993                  | Nenhuma    |
| The 1th Anniversary        | 12 de outubro de 1993 | Nenhuma    |
| Après Midi                 | 1996                  | Midi:Nette |

## Singles
| Título                                                                               | Lançamento              | Posição de pico nas paradas | Certificações             | Álbum                     |
| Título                                                                               | Lançamento              | JPN                         | Certificações             | Álbum                     |
| ------------------------------------------------------------------------------------ | ----------------------- | --------------------------- | ------------------------- | ------------------------- |
| "Uruwashiki Kamen no Shoutaijou ~Kūhaku no Shunkan no Naka de~" (麗しき仮面の招待状) | 10 de dezembro de 1995  | -                           |                           | Não faz parte de um álbum |
| "Ma Chérie ~Itoshii Kimi E~" (ma chérie 〜愛しい君へ〜)                              | 10 de dezembro de 1996  | -                           |                           | Não faz parte de um álbum |
| "Bel Air ~Kūhaku no Shunkan no Naka de~" (ヴェル・エール 〜空白の瞬間の中で〜)       | 19 de julho de 1997     | 20                          | Merveilles                |                           |
| "Au Revoir"                                                                          | 3 de dezembro de 1997   | 10                          | Merveilles                |                           |
| "Gekka no Yasōkyoku" (月下の夜想曲)                                                  | 21 de fevereiro de 1998 | 11                          | Merveilles                | RIAJ: Ouro                |
| "Illuminati"                                                                         | 20 de maio de 1998      | 7                           | Merveilles                |                           |
| "Le Ciel ~Kūhaku no Kanata e~" (Le ciel 〜空白の彼方へ〜)                            | 30 de setembro de 1998  | 4                           | Merveilles                |                           |
| "Saikai no Chi to Bara" (再会の血と薔薇)                                             | 3 de setembro de 1999   | 17                          | Bara no Seidou            |                           |
| "Kyomu no Naka de no Yūgi" (虚無の中での遊戯)                                        | 31 de maio de 2000      | 22                          | Bara no Seidou            |                           |
| "Shiroi Hada ni Kurū Ai to Kanashimi no Rondo" (白い肌に狂う愛と哀しみの輪舞)        | 26 de julho de 2000     | 36                          | Bara no Seidou            |                           |
| "Gardenia"                                                                           | 30 de maio de 2001      | 39                          | Não faz parte de um álbum |                           |
| "Beast of Blood"                                                                     | 21 de junho de 2001     | 36                          | Não faz parte de um álbum |                           |
| "Mayonaka ni Kawashita Yakusoku" (真夜中に交わした約束〜薔薇の婚礼〜)                | 30 de outubro de 2001   | 50                          | Bara no Seidou            |                           |
| "Garnet ~Kindan no Sono e~" (Garnet～禁断の園へ～)                                   | 30 de novembro de 2001  | 39                          | Não faz parte de um álbum |                           |

## Videografia
| Título                                                                                              | Lançamento em VHS       | Lançamento em DVD      | Gravadora       | Tipo                   |
| --------------------------------------------------------------------------------------------------- | ----------------------- | ---------------------- | --------------- | ---------------------- |
| Sans Retour Voyage "Derniere" ~Encoure Une Fois~                                                    | 30 de junho de 1997     | 18 de abril de 2001    | Midi:Nette      | Filme de concerto      |
| Bel Air ~Kuuhaku no Shunkan no Naka De~ de L'Image (ヴェル・エール ～空白の瞬間の中で～ de l'image) | 13 de julho de 1997     | ---                    | Nippon Columbia | Longa metragem         |
| Merveilles ~Shuuen to Kisuu~ L'Espace (merveilles ～終焉と帰趨～ l'espace)                          | 28 de outubro de 1998   | 30 de março de 2002    | Nippon Columbia | Filme de concerto      |
| Merveilles ~Cinq Parallele~                                                                         | 24 de fevereiro de 1999 | 30 de março de 2002    | Nippon Columbia |                        |
| Saikai no Chi to Bara ~de L'Image~ (再会の血と薔薇 ～de l'image～)                                  | 21 de dezembro de 1999  | —                      | Midi:Nette      |                        |
| Kyomu no Naka de no Yuugi ~de L'Image~ (虚無の中での遊戲 ～de l'image～)                            | 31 de maio de 2000      | —                      | Midi:Nette      |                        |
| Bara ni Irodorareta Akui to Higeki no Makuake (薔薇に彩られた悪意と悲劇の幕開け)                    | 22 de novembro de 2000  | 22 de novembro de 2000 | Midi:Nette      | Filme de concerto      |
| Bara no Kiseki (薔薇の軌跡)                                                                         | 25 de abril de 2001     | 25 de abril de 2001    | Midi:Nette      |                        |
| Beast of Blood ~de L'Image~                                                                         | 11 de julho de 2001     | 11 de julho de 2001    | Midi:Nette      |                        |
| Cardinal                                                                                            | ---                     | 6 de fevereiro de 2002 | Midi:Nette      | Coleção de videoclipes |
| Bara no Konrei ~Mayonaka ni Kawashita Yakusoku~ (薔薇の婚礼 ～真夜中に交わした約束～)               | 22 de março de 2002     | 22 de março de 2002    | Midi:Nette      | Longa metragem         |
| Sélection de Performances Live                                                                      | ---                     | 28 de março de 2007    | Columbia        | Filme de concerto      |
| Deep Sanctuary VI: Malice Mizer 25th Anniversary Special Live at Toyosu Pit September 9             | ---                     | 21 de junho de 2019    | Spyglass Music  | Filme de concerto      |